# Estrellita (cantante)
Isabel Rincón Bautista, conocida artísticamente como Estrellita, es una cantante y actriz española radicada en México.
Nacida en Sevilla, España, fue descubierta por productores de cine en la Feria de Abril. Le pusieron el nombre artístico de «Estrellita» y la contrataron para protagonizar dos películas: Su alteza la niña (1962) y Han robado una estrella (1963).
Una década más tarde, Estrellita se mudó a México, donde en 1974 obtuvo un gran éxito con la canción "Perdóname", la cual logró colocar entre los diez primeros puestos en la lista de popularidad de ese país. Grabó más éxitos y álbumes para el sello discográfico mexicano Cisne-Raff. Interpretó un papel protagónico junto al cantautor mexicano Juan Gabriel en la película En esta primavera (1979).
Se casó con el futbolista paraguayo Hugo Enrique Kiese.

## Filmografía
- Su alteza la niña' (1962)
- Han robado una estrella (1963)
- Los caciques (1975)
- En esta primavera (1979)

## Discografía
- Por creer en ti (1973)
- Perdóname (1976)
- En algún lugar (1977)
- Si no te amase (1978)